# Vespro (Magic)

Il logo del set

Vespro (Eventide in inglese) è un'espansione del gioco di carte collezionabili Magic: l'Adunanza. In vendita in tutto il mondo dal 25 luglio 2008, Vespro è il secondo e ultimo set del mini blocco chiamato blocco di Landa Tenebrosa, che comprende anche la precedente espansione Landa Tenebrosa appunto.

## Ambientazione
La storia di Vespro è ambientata nel piano dimensionale di Lorwyn, che ora ha assunto il nome di Landa Tenebrosa.

## Caratteristiche
Vespro è composta da 180 carte, stampate a bordo nero, così ripartite:
- per colore: 16 bianche, 16 blu, 16 nere, 16 rosse, 16 verdi, 85 multicolore/ibride, 9 incolori, 6 terre.
- per rarità: 60 comuni, 60 non comuni e 60 rare.

Il simbolo dell'espansione è un'alba capovolta, e si presenta nei consueti tre colori a seconda della rarità: nero per le comuni, argento per le non comuni, e oro per le rare.
Vespro è disponibile in bustine da 15 carte casuali e in 4 mazzi tematici precostituiti da 60 carte ciascuno.
Vespro fu presentata in tutto il mondo durante i tornei di prerelease il 12 luglio 2008, in quell'occasione venne distribuita una speciale carta olografica promozionale: l'Eminenza del Mito, che presentava un'illustrazione alternativa rispetto alla carta che si poteva trovare nelle bustine.

### Ristampe
L'unica carta già stampata in set precedenti è Banchetto Fosforescente (dall'espansione Visione Futura).

## Novità
Vespro introduce nel gioco due nuove abilità delle carte.

### Nuove abilità

#### Rievocare
Una carta con l'abilità Rievocare può essere giocata anche quando si trova nel cimitero del proprietario, scartando una carta terra oltre a pagare il suo normale costo di mana.

#### Cromia
L'abilità Cromia, invece, cambia da magia a magia. Il suo effetto varia in intensità a seconda del numero di simboli di mana di uno specifico colore presenti nel costo di mana di una o più carte in una certa zona di gioco, (campo di battaglia, grimorio, mano o cimitero).